# Kategoria gramatyczna
Kategoria gramatyczna – typ cech semantycznych słowa, realizowanych w warstwie jego morfologii i wzajemnie wykluczających się. Kategorią gramatyczną jest np. rodzaj. I tak rodzaj męski, żeński lub nijaki w przymiotnikach „zielony”, „zielona”, „zielone” (zatem pewna cecha „znaczeniowa”, semantyczna tych słów) sygnalizowany jest przez odpowiednie końcówki -y, -a, -e (czyli przez cechy morfologiczne słowa).
Można wyróżnić kategorie gramatyczne:
- imienne, czyli odnoszące się do rodziny rzeczownika, takie jak liczba, rodzaj, przypadek,
- werbalne, czyli odnoszące się do rodziny czasownika, takie jak czas, osoba, aspekt, tryb, strona.